# Długie Jezioro (Pojezierze Wałeckie)
Długie Jezioro – jezioro w woj. wielkopolskim, w pow. czarnkowsko-trzcianeckim, w granicach administracyjnych miasta Trzcianka, leżące na terenie Pojezierza Wałeckiego.
Według urzędowego spisu opracowanego przez Komisję Nazw Miejscowości i Obiektów Fizjograficznych (KNMiOF), opublikowanego przez Główny Urząd Geodezji i Kartografii (GUGiK) i udostępnionego na stronach Komisja Standaryzacji Nazw Geograficznych (KSNG), nazwa tego jeziora to Długie Jezioro. W różnych publikacjach i na mapach topograficznych jezioro to występuje pod nazwą Straduń, Logo lub też Lubodziesz. Nazwa Straduń pochodzi od nazwy pobliskiej wsi i jest oficjalną nazwą jeziora leżącego nieopodal.
Powierzchnia zwierciadła wody według różnych źródeł wynosi od 59,51 ha przez 60,0 do 61,3 ha.
Zwierciadło wody położone jest na wysokości 76,9 m n.p.m. lub 77,2 m n.p.m.. Średnia głębokość jeziora wynosi 2,5 lub 2,6 m, natomiast głębokość maksymalna 4,7 m
.
W oparciu o badania przeprowadzone w 2004 roku jezioro zaliczono do II klasy czystości i III kategorii podatności na degradację. W 1999 roku wody jeziora zaliczono do II klasy czystości.
Jezioro połączone jest kanałem z jeziorem Sarcze.
Nad jeziorem położona jest jedna plaża miejska z sezonowo otwartym sklepo-barem.